# Ulica Folwarczna w Warszawie
Ulica Folwarczna – ulica w dzielnicy Praga-Północ w Warszawie.

## Historia
Tereny na których leży ulica Folwarczna pierwotnie należały do Szmula (Samuela) Jakubowicza Sonnenberga, zwanego Zbytkowerem. Folwark Zbytkowera – Bojnówek – został zniszczony wraz z całą okolicą w roku 1794 podczas Rzezi Pragi, i ponownie w roku 1831 podczas Bitwy o Olszynkę Grochowską. W roku 1834 wnuk Judyty Jakubowiczowej i Zbytkowera, Stanisław Flatau, sprzedał Szmulowiznę rodzinie von Brühlów. W drugiej połowie XIX wieku tereny te zostały rozparcelowane. Wtedy wytyczono także ulicę Folwarczną, która dochodziła wtedy do linii torów Kolei Warszawsko-Petersburskiej. Nazwa ulicy wywodzi się od rozparcelowanego folwarku.
Przyłączona wraz z całą Szmulowizną do miasta w roku 1889 ulica została skrócona do nowo utworzonej ul. Białostockiej. Dopiero po roku 1892 powstał istniejący dziś fragment ulicy; na przełomie XIX/XX wieku powstały pierwsze zabudowania: drewniane domy i niewielkie kamieniczki. 
Po roku 1914 wybudowano w rejonie ul. Kawęczyńskiej domy czynszowe; kolejne duże kamienice powstały między innymi pod nr. 5, 7 i 9 po roku 1935. 
W okresie okupacji niemieckiej całkowicie zniszczona została zabudowa najstarszego, początkowego odcinka ulicy. Po roku 1960 został on skasowany, a ulica Folwarczna kończy swój bieg na linii ul. Radzymińskiej.